# 阿卜杜勒·萨利斯
阿卜杜勒·萨利斯 (1979年7月6日—)是一名英国演员。 他在急诊室中饰演一位辅助医护人员。 他還在異世奇人中的一集懼怕她中露臉，此外他還在校園特務、  东区人、時光之輪中亮相。